# Jönköping Challenger
Lo Jönköping Challenger, noto come RC Hotel Open per la struttura che lo ha ospitato, è stato un torneo professionistico di tennis giocato sul cemento indoor, facente parte dell'ATP Challenger Tour. Si è giocata la sola edizione del 2016 al Racketcentrum di Jönköping, in Svezia. Il torneo ha segnato il ritorno in Svezia del circuito Challenger, che mancava dal 1996.

## Albo d'oro

### Singolare
| Year | Campione       | Finalista      | Punteggio              |
| ---- | -------------- | -------------- | ---------------------- |
| 2016 | Andrej Golubev | Karen Chačanov | 6(9)–7, 7–6(5), 7–6(4) |

### Doppio
| Year | Campioni                      | Finalisti                     | Punteggio        |
| ---- | ----------------------------- | ----------------------------- | ---------------- |
| 2016 | Isak Arvidsson Fred Simonsson | Markus Eriksson Milos Sekulic | 6–3, 3–6, [10–6] |